# 브리트니 스피어스
브리트니 진 스피어스(영어: Britney Jean Spears, 1981년 12월 2일~)는 미국의 가수, 배우이다. 미시시피주 매콤에서 태어나 어렸을 때부터 텔레비전 프로그램에 출연하는 등 연예인 활동을 했다. 브리트니는 1997년 자이브 레코드와 레이블 계약을 체결해 가수로 데뷔하면서 주류 팝 음악과 문화를 대표하는 유명 인사가 되었다. 데뷔 음반과 두 번째 정규 음반 ...Baby One More Time (1999)과 Oops!... I Did It Again (2000)은 세계적으로 대성공을 거뒀고, 10대 솔로 가수로는 단기간에 가장 높은 앨범 판매량이라는 기록을 세웠다. 타이틀 트랙이자 리드 싱글인 "...Baby One More Time"과 "Oops!... I Did It Again"도 세계적으로 인기를 얻으며 높은 판매량을 기록했다.
2001년에는 "크로스로드"에 출연하면서 영화 데뷔를 했고, 같은 해 세 번째 정규 음반 Britney를 발매해 연이은 성공을 거둔다. 2003년에는 네 번째 정규 음반 In the Zone을 발매했고, 싱글 "Toxic"은 세계적인 히트를 쳤다. 다음 해 컴필레이션 앨범을 발매한 이후 사적인 여러 문제들로 인해 많은 어려움을 겪었다. 이러한 상황에도 불구하고 2007년 다섯 번째 정규 음반 Blackout을 발매해 "Gimme More", "Piece of Me" 등의 히트 싱글을 남겼으나, 이전에 비하면 저조한 성적이었다. 2008년은 브리트니가 재기의 조짐을 보인 해로, 여섯 번째 정규 음반 Circus를 발매해 첫 싱글 "Womanizer"가 10년 만에 빌보드 핫 100 1위에 올랐다. 2009년에는 브리트니 경력 사상 가장 높은 수익률을 올렸던 월드 투어 The Circus Starring Britney Spears도 성공적으로 끝마쳤다. 같은 해 10월 컴필레이션 앨범의 싱글 "3"은 빌보드 핫 100 세 번째 1위 싱글이 되었다. 2011년에는 일곱 번째 정규 음반 Femme Fatale을 발매했으며, 세 개의 싱글 "Hold It Against Me", "Till the World Ends", "I Wanna Go"가 처음으로 연속 빌보드 핫 100 10위권에 진입했다. 2012년에는 윌 아이 엠의 싱글 "Scream & Shout"에 피처링으로 참여해 빌보드 핫 100 3위, 영국에서는 1위를 하는 등 세계적인 히트를 쳤다. 또한 "더 엑스 팩터" 시즌 7의 심사위원으로 출연했다.
브리트니는 데뷔하자마자 팝 아이콘으로 자리 잡았으며, 1990년대 말 유행한 틴 팝의 유행을 선도한 인물로 인정받고 있다. 또 20살이 되기 전 10대 가수로는 가장 높은 음반 판매량을 기록했고, 이러한 성과로 "팝의 공주"와 같은 칭호를 얻었다. 브리트니의 작품과 성과는 수많은 시상식과 기록을 통해 인정받았는데, 대표적으로 1번의 그래미 상 수상, 공로상을 포함한 6번의 MTV 비디오 뮤직 어워드 수상, 9번의 빌보드 뮤직 어워드 수상, 그리고 할리우드 명예의 거리에 이름을 올렸다. 2000년대 대표적인 팝 스타 중 한 명으로, 빌보드가 발표한 2000년대 아티스트 순위에서 8위에 올랐다. 그뿐만 아니라 2000년대 가장 음반을 많이 판 여자 가수이다. 미국 음반 산업 협회에 따르면 미국에서 3,400만 장의 음반 판매량 인증을 받아 전체 여자 가수 중에서 여덟 번째에 해당한다. 또 대한민국에서도 130만 장의 판매량을 올리고 있다. 세계적으로는 총 1억 장의 음반 판매량을 기록하면서 역사상 가장 많은 음반을 판 가수 중 한 명이 되었다. "롤링 스톤"은 역사상 순식간에 인기를 얻은 아이돌 25인 중 한 명으로 선정하며 브리트니의 빠른 성공을 인정했다. VH1은 2012년 선정한 "가장 위대한 여자 가수 100인" 순위 중 11위에 선정했다. 2012년에는 5,800만 달러의 수익을 기록해 2002년 1위에 오른 이후 다시 "포브스"의 2012년 가장 돈 많이 번 여성 가수로 선정되었다.

## 생애

### 1981–97: 어린 시절과 초기 경력
브리트니 진 스피어스는 1981년 12월 2일 미국 미시시피주에서 린 아이린과 제임스 파넬 스피어스의 두 번째 자녀로 태어나, 런던에서 태어난 할머니를 통해 자랐다. 아버지 제임스 파넬 스피어스는 건설 현장에서 일하며 가난하게 살았다. 형제자매로는 브라이언 제임스와 제이미 린이 있다. 3세 때 스피어스는 루이지애나 주의 캔트우드 고향에서 무용 수업에 참석하고, 시작 연례 연주회에서 독주를 하기도 했다. 어린 시절 스피어스는 체조 및 여러 가지 보이스 강의에 참석했으며, 국제 수준 시합에서 특출난 재능을 보이며 어린이 상을 수상하기도 했다. 또한 5살 때 "What Child Is This?"를 부르며 유치원을 졸업해 스타로서의 가능성을 보였다. 브리트니는 어렸을 적 포부에 대해 "나는 나 자신 세계에 있고, 나는 내가 어린 나이에 어떻게 해야 할지 알고 있다."라며 말했다. 브리트니가 여덟 살 때 어머니와 미키 마우스 클럽의 오디션을 보기 위해 애틀랜타로 떠났다. 도착한 후, 오디션에서 브리트니는 끼를 마음껏 발산했지만, 나이가 너무 어리다는 이유로 탈락하고 만다. 이때 스피어스를 눈여겨 본 낸시 칼슨은 뉴욕 시에 있는 에이전시에 소개를 해준다. 이후 브리트니는 카슨의 도움으로 뉴욕 유명 탤런트 학교 Professional Performing Arts School에 등록했고, 곧 스피어스의 동생인 제이미 린과 어머니 그리고 스피어스는 뉴욕으로 집을 옮겼다. 이후 브리트니는 인기 텔레비전 프로그램 Star Search에 나가기도 했고, 여러 광고에 캐스팅되며 스타로서 준비를 해 나간다. 1992년 2월, 스피어스는 마침내 미키 마우스 클럽에 캐스팅 되었으나 힘든 시기를 겪었고, 2년 뒤 이 프로그램이 폐지되면서 브리트니는 고향 캔트우드로 내려와 평범한 소녀로 살아간다. 하지만, 가수라는 꿈은 여전히 이어나갔다. 또한 어렸을적에 변호사도 꿈이였다.
1997년 6월, 미국의 여성 팝 5인조 그룹 이노센스의 멤버로 합류한다. 이때 엔터테인먼트의 변호사로 활동했던 래리 루돌프는 브리트니의 끼를 알아보고 브리트니의 사진과 데모 테이프를 자이브 레코드에 보냈다. 2주 후 자이브 레코드 측은 스피어스가 상업적인 성공을 거둘 수 있는 매력이 있다며 25달러를 주고 계약을 한다. 자이브 레코드는 브리트니를 스타로 만들기 위해 계획을 세웠고, 여러 유명 가수들과 함께 투어를 다니며 경험도 쌓아나갔다. 이후 브리트니는 데뷔 음반을 준비하기에 이른다. 브리트니는 데뷔 음반 녹음을 위해 스웨덴 스톡홀름에 있는 케이론 스튜디오에서 맥스 마틴, 데니즈 팝 및 라미 등 유명한 프로듀서들과 함께 1997년 3월부터 4월까지 작업을 진행한다. 녹음을 마친 스피어스는 1999년 초 데뷔 싱글 "...Baby One More Time"을 통해 정식으로 데뷔한다.

### 1998–2000: 화려한 데뷔
브리트니는 스웨덴에서 데뷔 앨범 녹음을 마친 후 미국으로 돌아와 곧 발매될 앨범을 위해 쇼핑몰에서 프로모션 투어를 진행했다. 무대에서 브리트니는 네 개의 노래를 불렀으며, 두 명의 백댄서들을 동원했다. 특히 첫 투어에서는 엔싱크가 오프닝 게스트로 무대에 섰다. 브리트니의 데뷔 음반 ...Baby One More Time는 1999년 1월 발매되었다. 음반은 미국에서 발매 첫 주 120,500만 장을 팔아 빌보드 200 1위로 데뷔했고, 15개 이상 나라에서 1위를 했다. ...Baby One More Time은 발매된 그 해 세계적으로 1,000만 장 이상의 판매고를 올리며 10대 가수로는 가장 높은 판매고를 올린 앨범으로 기네스북에 등재되었다. 이 앨범은 현재까지 세계적으로 2,600만 장의 판매고를 올리고있다. 타이틀 트랙인 "...Baby One More Time"은 음반의 리드 싱글로 발매된다. 자이브 레코드는 이 노래의 뮤직비디오를 애니메이션 형식으로 찍고 싶어했지만, 브리트니는 이를 거부하고 최종적으로 가톨릭 학교에 다니는 여학생 컨셉으로 결정했다. "...Baby One More Time"은 첫 주 50만 장을 팔아치웠고 빌보드 핫 100 1위로 데뷔해 2주 동안 정상을 지켰다. 또한 영국에서도 정상을 차지했으며, 첫 주 46만 장의 판매고를 올렸는데, 이는 영국에서 단일 싱글 판매량 중 가장 빨리 팔린 싱글이였다. 이후 "영국 차트 역사상 가장 많이 팔린 싱글"중 하나로 기록된다. 브리트니는 2000년 열린 제42회 그래미 상에 "...Baby One More Time"으로 그래미 최우수 여자 팝 보컬 퍼포먼스와 신인상 후보로 올랐으나, 어릴 적 친구이자 그 당시에 경쟁자로 여겨졌던 크리스티나 아길레라에게로 돌아갔다. 이 외에도 빌보드 뮤직 어워드, MTV 시상식 등에서 각종 신인상 및 여성 아티스트상을 휩쓸며 미국에서 새로운 센세이션을 일으켰고, 세계적으로도 인기를 얻었다. "(You Drive Me) Crazy"는 앨범의 세 번째 싱글로 발표되었고, 세계적으로 히트를 쳤다. 이때 브리트니는 80년대 최고의 아이돌 가수였던 데비 깁슨과 비교가 되기도 했다.
1999년 6월 28일, 브리트니의 첫 번째 투어인 ...Baby One More Time Tour가 북아메리카에서 시작되었을 때 비평가들은 호평을 내놓았으나, 한편에선 선정적인 의상으로 비판하기도 했다. 2000년 투어가 막바지에 이르렀을 때, Crazy 2k라는 제목으로 투어를 이어나갔다. 이 투어에서 브리트니는 두 번째 음반의 수록곡들을 선보였다. 2000년 5월, 브리트니의 두 번째 정규 음반 Oops!... I Did It Again이 발매된다. 이 음반은 미국에서 발매 첫 주 1,300,000만 장을 팔아치우며 사운드스캔 역사상 솔로 가수 중 가장 높은 첫 주 판매량이라는 기록을 세웠다. 앨범은 세계적으로 2,000만 장 이상의 판매고를 올렸다. 음반의 리드 싱글 "Oops!... I Did It Again"은 호주, 뉴질랜드, 영국 및 여러 유럽 국가에서 정상을 차지했다. 이 노래는 그래미상 최우수 여자 팝 보컬 퍼포먼스 부문과 음반은 최우수 팝 보컬 앨범 부문에 각각 후보로 올랐지만, 수상은 하지 못했다.
같은 해 Oops!... I Did It Again World Tour를 시작해 4,000만 달러의 수익을 거두면서 상업적인 성공을 거뒀으며, 엄마와 함께 첫 번째 책 Britney Spears' Heart-to-Heart를 집필하기도 했다. 2000년 9월 7일에 열린 MTV 비디오 뮤직 어워드에 참석해 브리트니는 공연을 펼쳤는데, 브리트니의 가장 멋진 공연 중 하나로 남았다. 이날 공연을 통해 도발적인 이미지로의 변신도 알렸다. 비슷한 시기 언론들은 브리트니와 엔싱크의 멤버 저스틴 팀버레이크가 연애를 한다고 추측했고, 결국 이 사실을 인정했다.

### 2001–03:Britney와In the Zone

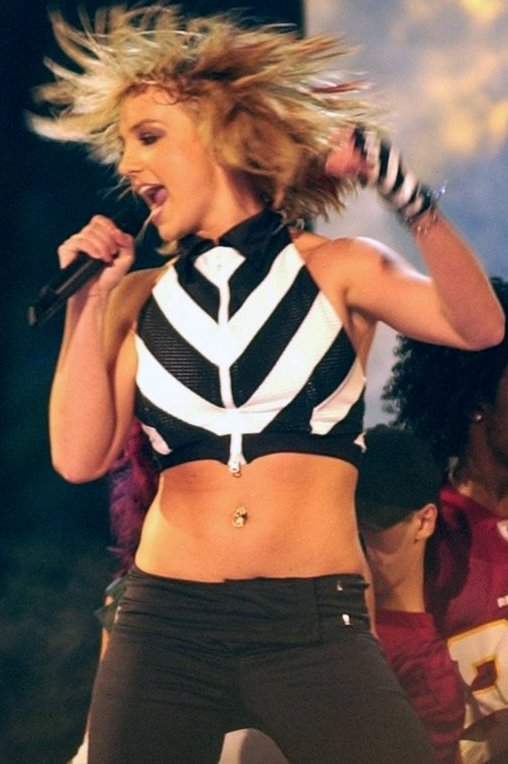
2003년 NFL Kickoff Live에서 "Me Against the Music"를 공연중이다.

2001년 2월 브리트니는 엄마와 함께 A Mother's Gift라는 제목의 소설을 공동 출간 했다. 2001년 11월에는 세 번째 정규 음반 Britney를 발매했다. 브리트니는 투어를 하면서 제이-지, 넵튠스와 같은 힙합 음악가들로부터 영감을 얻었고 펑키한 사운드의 음반을 만들고 싶어했다. Britney는 빌보드 200 1위 뿐만 아니라 호주, 영국, 유럽에서 5위권에 진입했으며, 세계적으로 1,200만 장의 음반 판매량을 기록했다. Britney는 그래미 상 최우수 팝 보컬 앨범 부문에, 수록곡 "Overprotected"는 최우수 팝 보컬 여자 퍼포먼스 부문에 오르지만, 수상에는 실패했다. 하지만 2008년 "엔터테인먼트 위클리"가 선정한 "지난 25년간 최고의 앨범 100개" 목록에 포함되었다. Britney의 첫 싱글 "I'm a Slave 4 U"는 여러 나라에서 10위권에 진입하며 세계적 히트를 쳤다.
2001년 브리트니는 MTV 비디오 뮤직 어워드에서 철장안에 갇힌 호랑이와 몸에 뱀의 일종인 알비노 파이손을 두르고 공연을 펼쳤는데, 이 광경은 브리트니 최고의 무대 중 하나로 꼽히곤 한다. 그러나 PETA로부터 동물 학대라는 비판을 받기도 했다. 이후 Britney 음반을 홍보하기 위해 Dream Within a Dream Tour를 시작한다. 이 투어는 총수익 4천3백만 달러를 남겨 2002년 여자 투어 콘서트 수익 순위 중 셰어의 Farewell Tour 다음으로 2위를 차지했다. 브리트니의 연속된 성공적인 행보는 점자 인정을 받아 "포보스"가 선정한 2002년 세계에서 가장 유명한 인사로 선정되었다. 같은 해 2월, 브리트니는 생애 첫 주연을 맡은 영화 "크로스로드"에 출연했다. 영화는 실패했지만, 비평가들은 스피어스의 연기력에 어느 정도 호평을 내렸다. "크로스로드"는 천만 달러의 예산으로 제작했지만, 세계적으로 5천7백만 달러의 수익을 거뒀다.
2002년 7월, 브리트니는 6개월 동안 가수 생활을 멈추고 쉰다고 발표했지만, 같은 해 10월 새 음반 녹음을 위해 스튜디오에서 작업을 시작했다. 한편, 3년 동안 사귄 저스틴 팀버레이크와 결별을 선언한다. 2002년 12월에 팀버레이크가 싱글 "Cry Me a River"를 발표했는데, 그 노래에 뮤직비디오 내용은 흡사 브리트니가 저스틴을 배신한다는 내용이었다. 브리트니는 그에 대한 답가를 하듯 본인이 직접 작곡한 "Everytime"을 내놓았다. 브리트니는 4집 발매 전, 2003 MTV 비디오 뮤직 어워드에서 마돈나의 곡 "Like a Virgin"을 크리스티나 아길레라와 부르며 오프닝 무대를 펼쳤다. 이후 마돈나가 등장하며 오프닝 무대에서 마돈나와 함께 파격적인 키스 퍼포먼스를 선보이며 세계적으로 충격을 주었다.
2003년 11월, 브리트니의 네 번째 음반 In the Zone을 발매한다. 이 음반에서 스피어스는 공동 작업으로 자신이 직접 나서 음반 작업을 하는 등 기존의 아이돌적인 이미지에서 아티스트적 이미지로 변신도 꾀했다. 미국의 잡지 "바이브"는 "이 음반은 스피어스 춤 실력의 발전과 싱어송라이터로서의 가능성도 보여준다."고 말했다 In the Zone은 발매 첫 주 609,000만 장을 팔아 빌보드 200 1위로 데뷔했는데, 4번 연속으로 빌보드 200 차트 1위로 데뷔하는 최초의 여성 아티스트가 되었다. 미국 이외에 프랑스, 벨기에, 덴마크, 스웨덴 앨범 차트에서도 10위권 데뷔를 했다. In the Zone은 세계적으로 1000만 장 이상을 판매했다. 비슷한 시기 처음으로 한국을 방문했고, 각종 홍보 행사와 보아와의 특별 무대를 펼치기도 했다. 음반의 두 번째 싱글 "Toxic"은 성공을 거둬 2005년 열린 그래미상에서 댄스 레코딩 부문 수상을 하며 첫 그래미 수상을 했다.

### 2004–07: 사적 문제와Blackout
2004년 1월 3일, 스피어스는 네바다주 라스베이거스 '리틀 화이트 웨딩 채플'에서 어린 시절부터 친구인 제이슨 앨런 알렉산더와 결혼식을 올린다. 하지만 결혼한 지 55시간만에 파경하는데, 스피어스는 그의 행동이 이해가 되지 않는다며 심경을 밝히기도 했다. 이후 브리트니는 2004년 3월부터 In the Zone을 홍보하는 The Onyx Hotel Tour를 시작한다. 그러나 2004년 6월 8일, 싱글 "Outrageous"의 뮤직비디오 촬영 중 심각한 무릎 부상을 당했고, 즉시 인근 병원으로 옮겨져 MRI 검사를 통해 부동 연골을 찾았다. 다음 날, 스피어스는 관절경 수술을 받았다. 브리트니는 재활치료를 하며 애썼지만 The Onyx Hotel Tour는 물론 모든 스케줄이 취소됐다. 비슷한 시기 2004년, 스피어스는 마돈나와의 우정을 통해 카발라 센터에 참여하기도 했다. 이어 2004년 7월, 브리트니의 댄서로도 일하던 케빈 패더린과 3개월 동안 만났다며 약혼식을 발표했다. 또한 리얼리티 쇼 Britney & Kevin: Chaotic이 방영되기도 했다.
한편, 2004년 11월 브리트니의 첫 번째 히트 컴필레이션 음반 Greatest Hits: My Prerogative를 발매한다. 음반의 첫 번째 싱글 "My Prerogative"는 핀란드, 아일랜드, 이탈리아 그리고 노르웨이 등지에서 상위권을 유지했다. "My Prerogative"는 본래 미국의 가수 바비 브라운의 곡으로 브리트니가 코버 버전으로 만들어낸 곡이다. 그리고 두 번째 싱글 "Do Somethin'"은 한국에서도 유명한 노래로 호주, 영국, 중국 본토 그 외 유럽권에서 10위권 안에 진입하는 등 높은 차트 순위를 기록했다. 전 세계적으로 Greatest Hits: My Prerogative는 5백만장 이상을 팔아 치웠다. 이는 베스트 음반으로서 이례적인 높은 판매고 수치였다. 2005년 9월 14일 스피어스는 첫째 아이 '숀 프레스톤 패더라인'을 낳는다. 2005년 11월에는 스피어스의 첫 번째 리믹스 음반 B in the Mix: The Remixes를 발매하지만 많은 사건을 겪어 큰 성공은 하지 못했다. 2006년 2월에는 스피어스와 아들 션 프레스톤이 사고가 났는데 아이를 무릎 위에 앉힌 채 운전하여 '자격 없는 엄마'라며 강도 높은 비난을 받았다. 이후 스피어스는 둘째 아이를 임신했고, 여성 전문 잡지 "하퍼 바자"의 표지에서 최초로 임신 누드 모델로 서기도 했다. 시간이 흘러 2006년 9월 12일, 브리트니는 둘째 아이 제이든 제임스 패더라인을 낳았는데, 2006년 11월, 브리트니는 케빈에게 문자로 이혼 통보를 하여 당시 세계로부터 주목을 받기도 했다. 이로써 브리트니는 두 번째로 이혼을 맞고, 2007년에 아이의 양육권에 대한 문제는 공동 양유권을 공유하기로 판결났다. 얼마 뒤 브리트니는 심각한 조울증과 행동장애로 재활 센터에 입소하지만 하루가 지나지 않은 채 퇴소했다. 곧 이어 문란한 길에 빠지며 급기야 파파라치들 앞에서 타자니아 미용실을 찾아 삭발을 하는 사태까지 일어났는데, 이 사건은 "Us 위클리"가 뽑은 그 해 최악의 사건 1위로 뽑혔다. 결국 브리트니는 자신의 상태가 비정상인 것을 인정하고 치료 시설에 들어갔다. 그리고 한 달 뒤에 퇴소했고 브리트니는 자신의 웹사이트를 통해 자신은 알코올 중독이나 우울증이라고 생각하지 않는다며 밝혔다. 2007년 5월, 브리트니는 하우스 오브 블루스에서 작은 규모의 미니 투어 The M+M's Tour를 진행하기도 했다. 한편 2007년 10월, 브리트니는 패더라인에게 아이들의 양육권을 뺏기는 사태가 일어나기도 한다. 판결의 이유는 일반인에게 공개되지 않았다.
이러한 상황 속에서도 브리트니는 2007년 10월 다섯 번째 정규 앨범 Blackout을 발매했다. 이 음반은 캐나다와 아일랜드에서 1위로 데뷔했으며, 빌보드 200에서는 2위로 데뷔했다. 이로 인해 지금까지 지켜왔던 1위 데뷔 기록은 끊겼지만, 데뷔 음반부터 총 다섯 장의 음반을 2위권으로 데뷔시킨 유일한 여자 가수라는 기록을 세웠다. Blackout은 많은 문제가 있었던 시기였음에도 불구하고 세계적으로 310만 장의 판매량을 올렸다. 또한 이 음반은 브리트니의 음반 중 가장 음악성있는 것으로 평가되곤한다. Blackout은 2008년 열린 MTV 유럽 뮤직 어워드에서 올해의 앨범상을 수상했으며, "타임즈"가 선정한 10년간 팝 음반 순위에서 5위를 차지했다. 브리트니는 2007 MTV 비디오 뮤직 어워드에서 싱글 "Gimme More"를 부르며 오랜만에 무대에 섰지만, 언론들은 최악의 무대였다고 평하며 BBC의 데이비드 윌리스는 "그 날 브리트니의 무대는 뮤직 어워드에 길이 남을 최악의 사건이다"라고 말했다. 이럼에도 불구하고 "Gimme More"는 캐나다에서 1위, 빌보드 핫 100에서는 2위, 그리고 거의 모든 나라에서 10위권 진입을 하며 세계적으로 성공을 거뒀다. 두 번째 싱글 "Piece of Me"는 아일랜드에서 정상을 차지했고 호주, 캐나다, 덴마크, 뉴질랜드, 영국에선 탑 5위에 올랐다. 세 번째 싱글인 "Break the Ice"는 다음 해에 발매되었고, 제대로된 프로모션 활동이 없었기 때문에 큰 성공은 못했지만, 브리트니의 네임벨류로 중박정도로 끝냈다. 2007년 12월부터는 스피어스가 파파라치 애드난 갈립과 연애를 한다고 밝혔다.

### 2008–10:Circus로의 재기

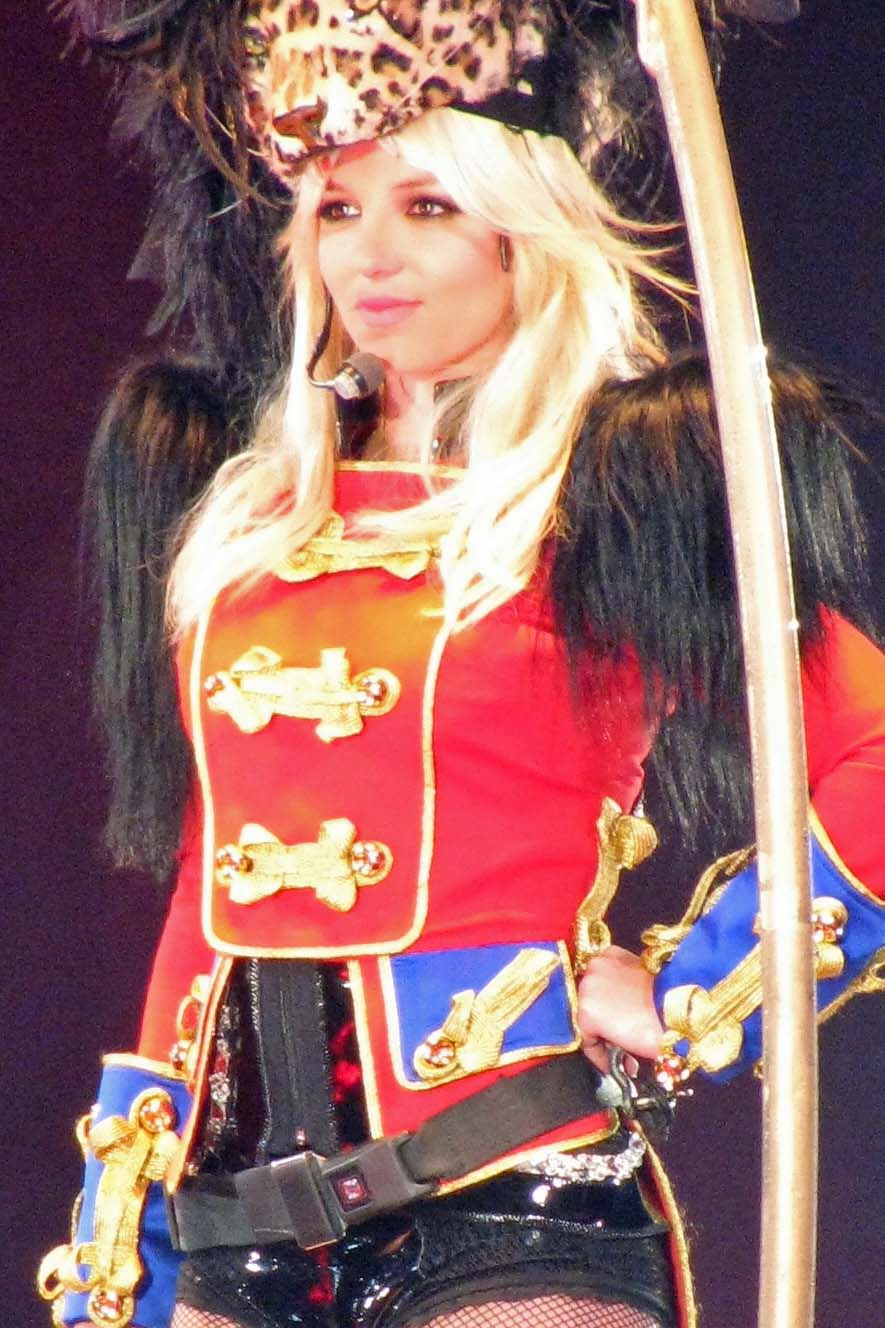
2009부터 시작된 The Circus Starring Britney Spears의 오프닝곡 "Circus" 공연중의 브리트니

2008년 1월 스피어스는 패더라인의 대표자에게 양육권을 포기하지 않는다고 전했다. 스피어스 집에 방문한 경찰은 약물 중독이 의심된다며 세다스 시나이 의료센터에 입원시켰다. 다음 날 스피어스의 방문권은 법원의 결정에 따라 중단되었고, 패더라인만이 아이들의 물리적 및 법적 양육권을 가졌다. 스피어스는 로널드 레건 UCLA 미디컬 센터 정신병동에서 치료에 적극적으로 임했다. 법원은 아버지 제임스 스피어스와 변호사 앤드류 월릿을 컨서베이터쉽에 임시로 권한을 줬다. 이후 스피어스의 재산을 완전히 통제하게 된다. 스피어스는 5일 후 풀려났다. 한달 뒤, 드라마 "내가 그녀를 만났을 때" 에피소드 "Ten Sessions"편에서 접수원 애비 역으로 출연했다. 당시 최고 시청률을 기록했을 뿐만 아니라 연기에서도 좋은 평을 들었다. 2008년 7월 패더라인과 변호사의 동의하에 방문권을 되찾았다. 2008년 9월 7일 열린 MTV 비디오 뮤직 어워드에서 스피어스는 "Piece of Me"로 최우수 여자 비디오, 최우수 팝 비디오 그리고 올해의 비디오상을 수상했다. 이후 스피어스가 음악계에 컴백한 것을 기념으로 연대순으로 정리한 다큐멘터리 "Britney: For the Record"가 방영되었다. 필 그리핀이 감독을 맡았으며, 2008년 3분기에 뉴욕과 비벌리힐스에서 촬영했다. 다큐멘터리는 첫날 밤 MTV에서 두 차례 방영되었고, 560만 명의 시청자 수를 기록했다. 이는 방송 역사상 일요일 밤 시간대에 가장 높은 시청률이다.
2008년 12월 스피어스의 여섯 번째 정규 앨범 Circus가 발매되었다. 앨범은 평론가들로부터 대부분 좋은 평가를 받았는데, 메타크리틱에 따르면 평균 100점 만점 중 64점을 받았다고 한다. Circus는 미국, 캐나다, 체코에서 1위로 데뷔했으며, 이 외에도 많은 유럽 국가에서 10위권 안으로 데뷔했다. 미국에서는 데뷔 앨범부터 다섯 번째 앨범까지 1위로 데뷔시킨 가장 어린 여성 음악가라는 기록을 세우며 기네스 세계 기록에 올랐다. 또한 음반 판매량을 집계하는 닐슨 사운드스캔에서 유일하게 네 장 연속으로 50만 장 이상의 판매량을 기록하며 데뷔시켰다. Circus는 그 해 가장 빨리 팔린 음반 중 하나였으며, 세계적으로 400만 장 이상이 팔렸다. 음반의 첫 싱글 "Womanizer"는 "...Baby One More Time" 이후 9년 만에 빌보드 핫 100 1위를 차지했다. 이외에 벨기에, 캐나다, 덴마크, 핀란드, 프랑스, 노르웨이와 스웨덴 등 많은 국가에서 정상을 차지했다. 이 노래로 제52회 그래미상 최우수 댄스 레코딩 부문에 후보로 오르기도 했다. 앨범과 동명의 두 번째 싱글 "Circus"는 빌보드 핫 100 최고 3위까지 올랐다. 2009년 1월 스피어스와 제임스 스피어스는 노력끝에 이전 매니저 샘 루트피, 전 남자 친구 아드난 찰립, 변호사 존 이어들리로부터 접근 금지라는 법원의 판결을 얻어냈다. 2009년 3월부터는 The Circus Starring Britney Spears라는 제목의 투어를 시작했다. 미국에서만 1억 3,800만 달러를 벌어들였는데, 그 해 미국에서 다섯 번째로 높은 수익률을 올린 투어였다. 호주에서는 4일간 총 6만 장의 티켓을 팔아 신기록을 수립했다.
2009년 11월 두 번째 베스트 음반 The Singles Collection을 발매했다. 음반의 하나뿐인 싱글이자 리드 싱글 "3"은 빌보드 핫 100 차트에 1위로 데뷔하며 브리트니의 세 번째 빌보드 1위 곡이 되었다. 2010년 5월 스피어스의 대변인은 매니저 제이슨 트래윅과 열애 중이라고 말했고, 사적인 관계를 위해 공적인 관계를 끝냈다고 발표했다. 2010년 7월에는 의류 회사 캔디스에서 한정판 의류 라인을 디자인해 출시했다. 2010년 9월 스피어스는 폭스 드라마 "글리"의 "Britney/Brittany" 편에 특별출연했다. 해당 편은 "글리" 역사상 가장 높은 시청률을 기록했다.

### 2011–12:Femme Fatale

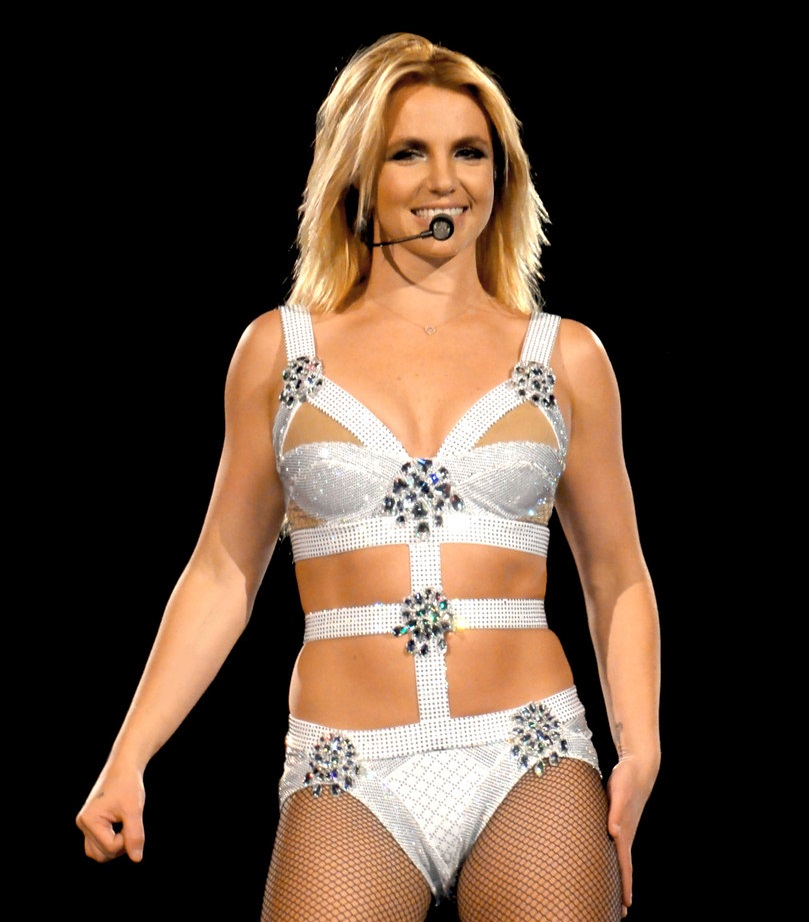
2011년 Femme Fatale Tour에서 공연중 브리트니.

브리트니 스피어스는 2010년 3월부터 새 음반의 작업을 시작했고, 2011년 3월 25일 브리트니의 일곱 번째 정규 음반 Femme Fatale을 발매한다. 프로듀서로는 맥스 마틴과 닥터 루크, 윌 아이 엠, 스타게이트 그리고 다크차일드 등이 참여했다. 음반이 발매되자 첫 주 276,000만 장을 팔아 빌보드 200 1위로 데뷔했고, 이로써 6개의 음반을 1위로 데뷔시키는 여자 가수 역사상 세 번째로 많은 기록을 세웠다. 음반은 2011년 7월까지 600,000만 장 이상을 팔아치우고있고, RIAA는 플래티넘 인증을 했다. 음반은 비평가들에게 주로 긍정적인 평가를 받았고 메타크리틱은 Oops!... I Did It Again 이후 가장 높은 점수인 67점을 줬다. 롤링 스톤을 포함한 많은 평가의원들은 이번 음반을 스피어스의 최고의 음반으로 꼽기도했다. 그러나 일부에서는 지나친 오토튠 사용과 지나치게 가공 처리한 보컬때문에 스피어스의 목소리가 "프로그램 브릿봇"처럼 들린다고 비판했다. Femme Fatale의 첫 싱글은 "Hold It Against Me"로 첫 주 411,000만 건의 디지털 판매로 빌보드 핫 100 1위로 데뷔 해 테일러 스위프트의 32만 건 기록을 갈아치웠다. 이로써 머라이어 캐리 이후 두 개의 노래가 핫샷 데뷔하는 두 번째 아티스트가 되었고, 스피어스의 네 번째 빌보드 핫 100 1위곡이 되었다. 두 번째 싱글로는 케샤가 작곡한 "Till The World Ends"로 2011년 3월 11일에 발매했다. 이 노래는 빌보드 핫 100 3위까지 올랐고, 특히 미국 라디오에서 9,800만 이상의 청취율을 보여 지난 13년간 스피어스의 노래 중 가장 높은 청취율을 기록했다. 같은 해 4월, 리한나의 노래 "S&M" 리믹스 피처링 가수로 참여해 빌보드 핫 100 1위를 차지해 브리트니의 다섯 번째 1위 싱글이 되었다. 이후 세 번째 싱글 "I Wanna Go"가 발매되었고 빌보드 핫 100 9위까지 진입했다. 이로써 브리트니는 21개의 싱글을 빌보드 핫 100 40위권에 진입시켰고 이는 지난 13년간 여자 가수중 3번째로 많은 기록이다.
2011년 3월 4일 브리트니는 2011년 여름부터 2년만에 대규모 투어 콘서트를 한다고 발표했다. 그 투어 콘서트는 Femme Fatale Tour라는 제목으로 2011년 6월 16일 캘리포니아주 새크라멘토에서 첫 콘서트를 펼쳤고 호평을 받았다. 대다수의 비평가들은 2년 전 펼쳤던 The Circus Starring Britney Spears에서는 립싱크를 해 많은 비난을 받았지만, 이번 투어에서는 라이브를 했다고 언급했고 춤은 지난 몇 년간 최고라고 평했다. 투어는 총 79회 공연을 했고 2011년 12월 10일 푸에르토리코를 마지막으로 끝났다. 투어는 DVD로 발매하기 위해 8월 13일과 14일 양일간 캐나다 토론토에서 펼친 공연을 2D와 3D로 촬영해 11월 12일 Epix 채널을 통해 처음 선보였다. 11월 21일에는 Britney Spears Live: The Femme Fatale Tour라는 제목으로 DVD 발매를 했고 첫 주 19,000만 장을 팔았으나, 레이디 가가의 The Monster Ball Tour: At Madison Square Garden에 밀려 빌보드 DVD 차트 2위로 데뷔했다.
2011년 6월 15일 빌보드는 RCA/자이브 레이블 그룹 중 자이브가 RCA로 합쳐진다고 발표했고, 이에 따라 8월 브리트니는 RCA 레코드에 합류되었다고 발표했다. 이후 브리트니는 2011년 8월 28일 열린 2011 MTV 비디오 뮤직 어워드에 참석에 비디오 밴가드상(공로상)을 수상했고, 여러 댄서들이 나와 브리트니의 뮤직비디오, 퍼포먼스, 스타일 등의 헌정 공연을 펼쳤다. 공로상 시상을 했던 레이디 가가는 "이 산업계는 브리트니가 없이 돌아가지 않을 것이다"라고 말했다. 2011년 10월 7일에는 두 번째 리믹스 앨범인 B in the Mix: The Remixes Vol. 2를 발매했다. 한편, 브리트니는 1,600만 달러를 받고 2012년 "더 엑스 팩터" 미국판의 새로운 시즌에 심사위원으로 발탁되었다. 또 윌 아이 엠의 앨범 #willpower의 첫 싱글 "Scream & Shout"에 피처링으로 참여했다. 이 노래로 빌보드 핫 100 3위, 영국 싱글 차트에서는 1위에 오르며 브리트니의 여섯 번째 영국 싱글 차트 1위 곡이 되었다. 12월 "포브스"의 2012년 가장 돈 많이 번 여자가수 중 5,800만 달러를 벌어들여 1위에 올랐다.

### 2013–15:Britney Jean과 Britney: Piece of Me

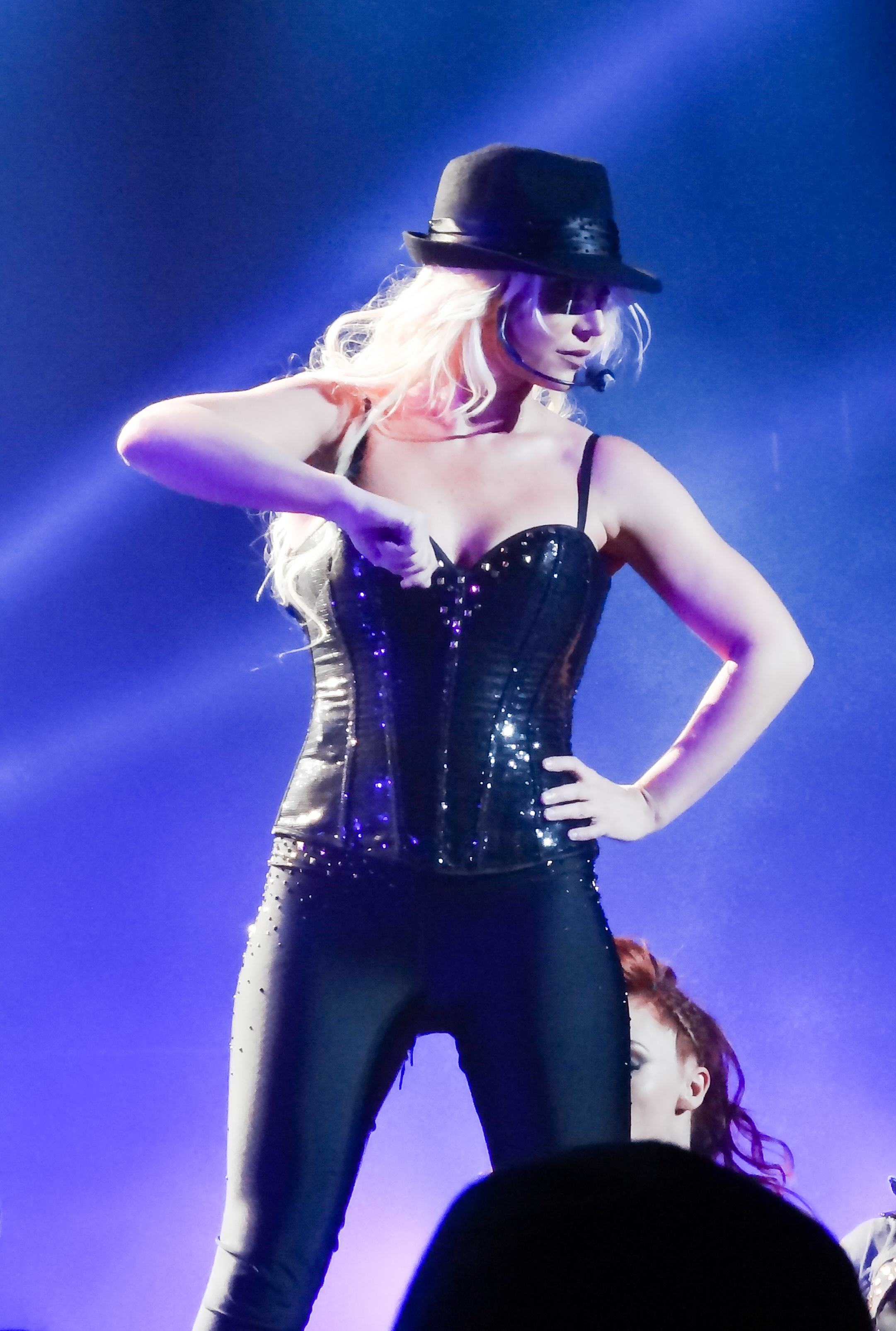
2014년 1월 29일 Britney: Piece of Me에서 브리트니.

2012년 12월 스피어스는 여덟 번째 정규 앨범 Britney Jean의 작업을 시작했고, 2013년 5월 이그제큐티브 프로듀서는 윌 아이 엠이라고 알렸다. 2013년 9월 17일 "굿모닝 아메리카"에 출연해 라스베가스의 플래닛 할리우드 리조트 & 카지노에서 2년 동안 Britney: Piece of Me라는 제목의 레지던시 쇼를 진행한다고 발표했다. 쇼는 2013년 12월 27일 시작해 2014년, 2015년까지 총 100회 공연을 한다. 또한 새 앨범 Britney Jean은 미국에서 2013년 12월 3일 발매된다고 알렸다. 앨범은 2011년 자이브 레코드가 해제되면서 RCA 레코드를 통해 발매되었다. 이번 앨범은 여덟 번째 앨범을 발매하기로 확정한 RCA 레코드와 본래 음반 계약에 따라 스피어스의 마지막 프로젝트가 되었다. Britney Jean은 107,000장의 판매량을 기록해 빌보드 200 4위로 데뷔했는데, 스피어스 앨범사상 가장 낮은 판매량과 낮은 순위로 데뷔한 앨범으로 기록되었다. 영국 음반 차트에서는 12,959장을 팔아 34위로 데뷔했다. 미국과 마찬가지로 영국에서도 가장 낮은 순위와 판매량을 기록했다.
리드 싱글 "Work Bitch"는 2013년 9월 16일 발매되었는데, 발매 하루 전 온라인상에 유출되면서 예상보다 앞서 발매되었다. 노래는 빌보드 핫 100 12위로 데뷔했는데, 20위권으로 진입한 스피어스의 일곱 번째 노래이며, 경력사상 다섯 번째로 높은 데뷔 순위이다. 이 외에 빌보드 핫 디지털 송스 차트에서는 10위, 빌보드 핫 댄스 클럽 송스에서는 6위, 핫 댄스/일렉트로닉 송스차트에서는 2위에 올랐다. 영국 싱글 차트에서는 7위로 데뷔, 영국 댄스 차트에서는 2위까지 오르며 상업적 성공을 거뒀다. 그밖에 브라질, 캐나다, 프랑스, 아틸리아, 멕시코, 스페인, 대한민국에서 10위권에 진입했다. 두 번째 싱글 "Perfume"은 2013년 11월 3일 발표되었다. "Perfume"은 빌보드 핫 100 76위로 데뷔했다. Britney Jean 작업 중 스피어스는 2013년 영화 "스머프 2"의 사운드트랙 "Ooh La La"라는 제목의 노래 녹음을 진행했다. 2013년 10월에는 마일리 사이러스의 "SMS (Bangerz)"라는 노래에 피처링으로 참여했고, 마일리의 네 번째 정규 앨범 Bangerz (2013)에 수록되었다.
2014년 1월 8일 스피어스는 제40회 피플스 초이스 어워드에서 페이버릿 팝 아티스트 부문에서 수상을 거뒀다. 같은 해 8월 RCA와 계약을 갱신했고, 다음 앨범을 위한 새로운 음악 작업을 하고 있는 것이 확인되었다. 2014년 9월 25일 스피어스는 "굿 모닝 브리튼"에서 플래닛 할리우드 리조트 & 카지노측과 레지던시 쇼 Britney: Piece Of Me를 2년 동안 연장 계약했다고 발표했다. 2015년 5월 2일에는 이기 아질리아와 함께한 새로운 싱글 "Pretty Girls"를 발매했다. 싱글은 빌보드 핫 100 최고 29위까지 진입했고, 국제적으로 평범한 성과를 거뒀다. 또한 이기 아질리아와 함께 2015 빌보드 뮤직 어워드에서 공연을 선보여 평론가들로부터 좋은 반응을 얻었다. "엔터테인먼트 위클리"에서는 "스피어스는 지난 몇 년 동안 가장 활기찬 텔레비전 공연을 보여줬다"고 말했다. 스피어스는 2015년 6월 16일 발매된 조지오 모로더의 앨범 Deja Vu에 실린 수록곡 "Tom's Diner"에 피처링으로 참여했다.

### 2016–현재: Glory
2016년 7월 14일 아홉 번째 정규 앨범의 리드 싱글 〈Make Me...〉가 발매되었다. 미국의 랩퍼 지이지가 피처링으로 참여했다. 새 앨범 "Glory"는 2016년 8월 26일 발매되었다. 8월 16일 MTV는 스피어스가 2016 MTV 비디오 뮤직 어워드에서 공연을 한다고 발표했는데, 당시 여러 논란을 낳았던 2007년 〈Gimme More〉 공연 이후 9년만에 VMA에서 선보이는 공연이다. 한편 2018년 1월 8일 브리트니는 엘리자베스 아덴(Elizabeth Arden)과 함께 그녀의 24번째 향수 'Sunset Fantasy(여름의 낙원)'를 공개했다.

## 음악적 능력

### 음악 스타일
브리트니는 데뷔 이후, 1990년대 말 틴 팝의 유행을 선도했다. "요미우리 신문"은 "스피어스는 수 세기 동안 가장 인기 있는 아이돌 가수임이 분명하다. 스피어스의 목표는 마돈나와 자넷 잭슨 같은 높은 위치의 가수였는데, 그 목표가 실현되고 있다"라며 기사를 보도했다. "롤링 스톤지"에서는 "스피어스는 전형적이고 클래식한 락앤롤 십대 여왕, 덩거리 돌, 평범한 옆집 소녀 같은 느낌을 전달하고 있다."고 평했다. 이즘에서는 스피어스의 첫 정규 앨범 ...Baby One More Time을 명반으로 꼽고 "1999년과 2000년의 사운드가 여기 있다. 그때 사춘기 청소년의 설레는 숨소리와 참기 어려운 박동의 유혹이 여기 있다." 고 소개했다. 또한 "앨범 재킷에서도 볼 수 있듯 평범한 '아메리칸 걸' 그것도 이웃집 소녀의 이미지를 전략으로 취했다." 고 평가했다. 두 번째 음반 Oops!...I Did It Again은 스피어스가 많은 컨템포러리 알앤비 프로듀서들과 함께 일했으며, "버블검, 얼반 소울, 라가를 조합했다". 세 번째 정규 음반 Britney부터는 여성스러운 이미지에 중점을 두고 활동하기 시작했지만, 평론가들은 완전한 여성이 아니라고 평했는데, "이즘"의 김소연은 "세 번째 음반에서는 제목부터 도발적인 'I'm a slave for you'로 소녀가 아닌, 여성으로써의 행보에 박차를 가했으나, 브리트니는 소녀는 아니지만, 아직 여성도 아니다"라고 말했다. 네 번째 음반 In the Zone(2003)에서는 본격적인 섹시한 이미지로 활동했고, Blackout에서는 일렉트로닉 요소를 접합한 브리트니 최고의 음반으로 꼽힌다. ‘’Femme Fatale‘’에서는 최초로 대중 팝 장르에 덥스탭을 시도했다.

### 영향
스피어스는 활동을 하면서 보컬, 안무, 무대에서 모습 등 거의 모든 면에서 마돈나, 자넷 잭슨과 자주 비교되었다. 스피어스는 마이클 잭슨, 휘트니 휴스턴, 쉐릴 크로, 샤니아 트웨인에게서 영감을 얻었다고 말했다. 스피어스는 "나 스스로가 어렸을 적을 잘 안다. 너도 알다시피 나는 자넷 잭슨과 마돈나 같은 인물들을 보고 자랐고, 이러한 인물들에서 큰 영감을 얻었다. 하지만 나만의 개성을 찾아나가려고 노력했고 내가 누군지 알게 되었다"고 말했다. 2002년 발간되었던 캐롤 클락의 책 Madonnastyle에서는 "나는 어렸을 때부터 마돈나의 엄청난 팬이였다. 정말로 마돈나를 좋아하고, 마돈나처럼 전설이 되고 싶다"며 브리트니의 말을 인용했다.
그러나, 몇몇 비평가들은 브리트니를 마돈나, 자넷 잭슨과 같은 수준, 재능으로 봐서는 안된다고 주장한다. 로키 마운틴 대학의 기자 에리카 몬탈보와 잭키 셰퍼드는 "일부 사람들은 브리트니가 훌륭한 가수, 영향력 있는 문화적 아이콘이 아니라고 반박한다"고 논평했다. 그러나 브리트니의 음악가로서 실력을 묻는 조사에서 "브리트니는 자넷 잭슨, 마돈나와 같이 노련한 여자가수로 분류되어 있다. 그런데 이러한 디바들과의 공통점은 뭘까?"라며 의문을 제기했다. "더 보스턴 글로브"의 조앤 앤더맨은 "90분 동안 13벌의 의상을 갈아입는다고 해서 마돈나의 지능, 문화적 위치와 같이 브리트니를 찬양하지 않는다. 최첨단 알앤비 프로듀서가 자넷 잭슨의 감각, 유머, 진실된 미소를 만들어 주진 않았다. 브리트니의 영웅은 대단한 가수가 아니다. 그렇지만 앞의 가수들은 진정한 가수이다. 전자 피치시프터, 스피어스의 음악은 신디사이저로 기계음 처리한 인간미가 거의 없는 로봇 같은 목소리뿐이다"라고 말했다.
리포터 에드 바움가드너는 스피어스의 세 번째 정규 음반 Britney 발매와 함께 틴 팝 스타에서 성숙한 섹스 심볼로 변했다고 하면서 다음과 같이 말했다. "그런대로 괜찮은 가수 마돈나와 자넷 잭슨 두 명의 성공한 퍼포머로부터 영감을 얻었다." 평론가 셰인 해리슨은 ""I'm a Slave 4 U"에서 "Nasty"의 미니멀리즘한 비트 리듬 느낌이 난다. "Boys" 역시 약간 참조를 한 것 같다. Britney에서는 Control을 참조한 스피어스의 시도가 보인다."라고 평했다.
또한 스피어스는 많은 새로운 여성 아티스트들에게 영향을 끼쳤는데, 대표적으로 데미 로바토, 케이티 페리, 크리스티니아 드바지, 레이디 가가, 리틀 부츠, 셀레나 고메즈 & 더씬, 픽시 로트 이 있다. 2007년 비욘세 놀스는 Total Request Live와의 인터뷰에서 "나는 브리트니를 사랑하고 팬이에요. 특히 새 앨범 Blackout을 좋아해요"라고 말했다. 린제이 로한은 "언제나 브리트니 스피어스에게 영감을 받는다. 학창시절 그녀처럼 타블로이드에 오르기를 꿈꿔왔다"고 말하며 롤 모델로 꼽았다. 스피어스는 현대 음악가들에게 음악적 영감으로 언급되기도 했다. 마일리 사이러스는 자신의 히트곡 "Party in the U.S.A."가 브리트니에게 영감과 영향을 받은 곡이라고 밝혔다. 베리 매닐로우의 앨범 15 Minutes 역시 브리트니에게 영감을 얻었다고 언급되었다.

### 보컬 및 공연 스타일
스피어스는 콘트랄토의 보컬 범위를 가지고 있다. 스피어스의 가창력은 어렸을 적 팝 라이벌 크리스티나 아길레라와 종종 비교돼 비판을 받아왔는데, 평론가 앨런 레이블은 스피어스의 대부분의 노래가 디지털 효과와 기계음으로 만들어진다며 비판했다. "브리트니는 강한 보컬리스트로 돌아갈 수 없다"며 "스피어스가 옷을 벗었다고 음향 효과 없이 이 노래를 소화할 수 있을까? 더 중요한 건, 대중들이 스피어스의 라이브를 듣고 싶어하는 건가? 하지만, 사람들은 여전히 눈으로 보는 이미지를 좋아한다."라고 집필했다. 가창력 이외에 이미지도 크리스티나 아길레라와 비교되어 왔다. "엔터테인먼트 위클리"의 데이비드 브라운은 "크리스티나 아길레라는 자기의 음악을 위해 피부를 태우고 배꼽을 만들었는데, 너무 불쾌해하지 마라. 그녀는 나쁜 척하는 착한 여자다. 그러나, 스피어스는 좋은 여자였지만, 나쁜 여자로 다가오고 있다. 스피어스의 인공적인 보이스는 담백할 정도로 흥미롭지만, 실제로는 아길레라에게 전혀 못 미친다." Slant 메거진에서는 다음과 같이 말했다. "브리트니와 아길레라 그들 목소리의 음색과 옥타브는 서로 달라 결정을 내릴 수 없다. 아길레라는 "피메일 퍼스트"와의 인터뷰에서 "데뷔 이후 줄곧 브리트니 스피어스와 비교되었는데, 비교 자체를 거부하는 나로서 그것이 얼마나 큰 스트레스인지 아무도 모를 것"이라며 비교를 꺼려 했다.
브리트니의 공연은 노래보다 춤을 지향하며, 이미 공연에서 립싱크 무대를 펼치는 것으로 알려져 있다. 2008년부터 시작된 The Circus Starring Britney Spears 호주 공연에서 브리트니는 립싱크 공연을 펼쳐 일부 팬들은 "지루하다, "죽은 공연이다"라고 말해 항의를 받았다. 하지만, 일부 관객들은 "립싱크는 문제가 안 된다. 난 스피어스의 춤을 좋아하기 때문이다. 그녀는 마치 폭탄 같다"며 크게 여의치 않았다. 저자 게리 기든스가 쓴 책 Natural selection: Gary Giddins on comedy, film, music, and books(2006)에서 여러 연주자들과 머신이 파트를 소화하는 동안 춤을 추는 음악가로는 브리트니 스피어스, 마돈나, 비욘세, 루치아노 파바로티, 샤니아 트웨인 등이 있다며 브리트니를 포함시켰다."

## 성과

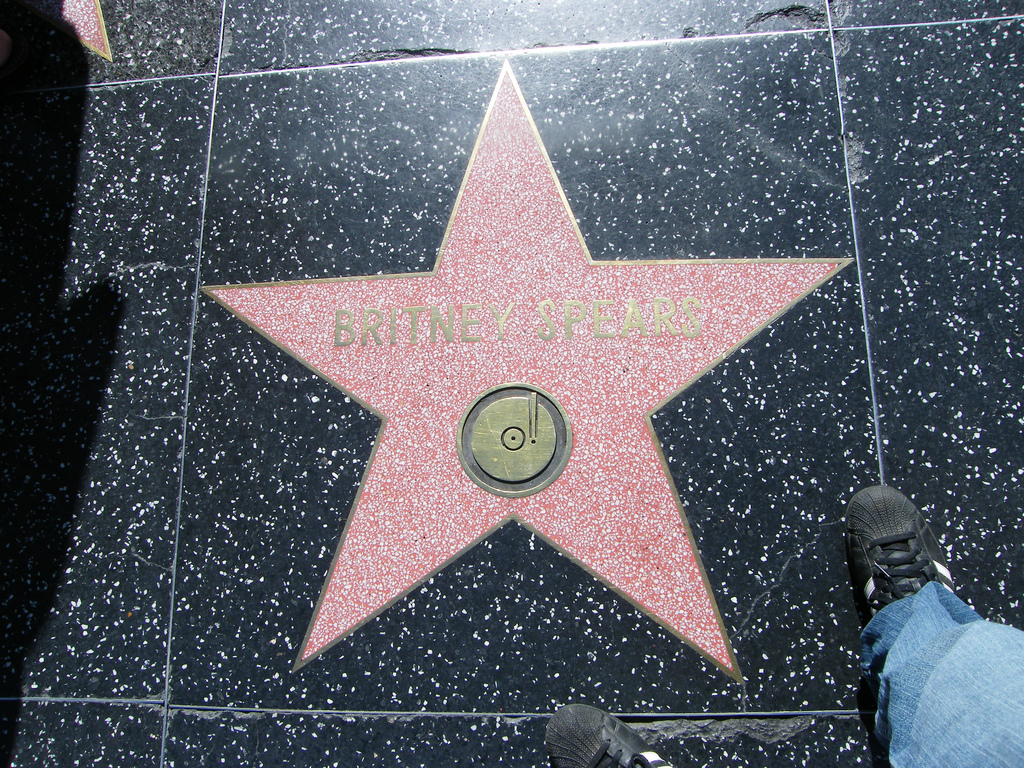
브리트니 스피어스는 2003년 가장 어린 나이에 할리우드 명예의 거리에 오른 가수이다.

브리트니 스피어스는 데뷔 이후 즉각 세계적인 팝 아이콘으로 자리 잡았다. 잡지 "롤링 스톤"이 말하기를 "브리트니는 21세기 가장 논란이 많은 가수이자 가장 성공한 여성 보컬리스트 중 한 명이다. 후천년 시대에 틴 팝의 인기를 주도했다."고 했다. 브리트니의 데뷔 음반 ...Baby One More Time은 미국에서만 1,300만 장 이상의 판매량을 기록하면서 "10대 솔로 가수 중 가장 높은 판매량"으로 기네스 세계 기록에 등재되었다. Richmond Times Dispatch의 멜리사 루지에리는 "브리트니는 10대 아티스트 중 가장 높은 판매량을 보유하고 있다. 2001년 20살이 되기 전에 세계적으로 벌써 3,700만 장의 판매량을 기록했다"고 보고했다. 브리트니는 2011년까지 세계적으로 판매량 1억 장을 돌파하면서 음반 판매량을 기반으로 한 역사상 가장 많은 음반 판매량을 가진 가수 중 하나가 되었다. 스피어스는 2000년대 가장 많은 음반 판매량을 기록한 여자 가수이고, 남자 가수까지 합친 전체로는 네 번째이다. 또한 VH1이 선정한 "비디오 시대의 가장 위대한 여성 50인" 순위 4위에 선정되었는데, 이는 마돈나, 자넷 잭슨, 휘트니 휴스턴 다음 순위로 동시대 가수로는 거의 유일하게 올랐다. 2009년 12월 "빌보드"가 선정한 미국의 2000년대 가수 순위에서는 8위에 올랐다. 브리트니는 상징적인 퍼포먼스와 뮤직비디오로도 잘 알려져있다. 데뷔 싱글 "...Baby One More Time" 뮤직비디오는 Total Request Live의 가장 기억에 남는 뮤직비디오 1위에 선정되었다. 브리트니 최고의 공연 중 하나는 2000 MTV 비디오 뮤직 어워드 공연이다. 2000 MTV 비디오 뮤직 어워드에서 턱시도를 입고 나타나 나선형 계단에서 "(I Can't Get No) Satisfaction"을 부르며 내려오다가 갑자기 턱시도를 찢고 누드색 의상과 함께 "Oops!... I Did It Again" 공연을 펼쳤다. 다음 해 2001 MTV 비디오 뮤직 어워드에서는 "I'm a Slave 4 U" 공연을 했다. MTV의 조셀린 베나는 "브리트니는 김이 서린 정글 무대에서 흰색 뱀을 걸치고 얼룩말과 호랑이 의상을 입은 댄서들 사이에서 27년 역사상 가장 기억에 남는 공연을 선보였다"고 말했다. 마이클 잭슨의 30주년 기념 콘서트에서 마이클과 "The Way You Make Me Feel" 듀엣 무대를 서기도 했다. 2003년 8월 27일 열린 2003 MTV 비디오 뮤직 어워드에서는 마돈나, 크리스티나 아길레라, 미시 엘리엇과 오프닝 무대를 섰다. 공연 도중 마돈나는 스피어스, 아길레라와 키스 퍼포먼스를 했다. 마돈나와 스피어스의 키스는 대중매체로부터 엄청난 화제가 되었다. 이날 퍼포먼스는 Blender 매거진의 텔레비전 공연 역사상 섹시한 순간 25위에 올랐다. MTV는 MTV 비디오 뮤직 어워드 역사상 최고의 오프닝 무대 1위에 선정했다.
"더 옵저버"의 바바라 엘렌은 "스피어스는 "오래된" 10대 팝스타로 거의 중년에 초점이 맞춰져있는 용어이다. 마우스케티어 이전 19살 전후부터 일을 시작하는 경우는 거의 없었지만, 브리트니는 어렸을 적부터 쭉 활동을 하고 있는 미국에서는 드문 경우이다. 다른 어린 여자아이들이 방 벽에 포스터를 붙이고 있을 때 브리트니는 그 포스터의 주인공이었다. 다른 아이들이 자신만의 속도로 성장하고 있는 동안 브리트니는 미국 연예계에서 뒤지지 않기 위해 격렬하게 성장했다"고 말했다. 2011년 "엔터테인먼트 위클리"의 아담 마르코빗즈는 브리트니의 목소리와 음악은 문화적 의의가 있다고 다음과 같이 언급했다: "우리는 브리트니 스피어스가 연예인이냐고 아주 많이 묻지 않는다. 그런데도 브리트니라는 이름만으로도 차트를 보게된다. 음악적으로 스피어스는 항상 팝 음조에 있어 자신만의 기준에 맞춰왔다. 오페라적이면서도 미끄러지는듯한 2004년 "Toxic"과 캔디 펑크적인 2000년 "Oops!...I Did It Again"이 대표적이다. 스피어스는 확실히 기술있는 가수는 아니다. 맥스 마틴과 닥터 루크의 지원이 있지만, 지나치게 기계음을 사용하면서 스피어스의 목소리는 없어지고 아기가 말하는 소리, 헐떡이는 소리가 섞인 소리로 바뀌었다." 브리트니 스피어스는 2005년부터 2008년까지 3년 연속 야후!의 가장 많은 검색어였고, 지금까지 총 7번 선정되었다. 또 2007년, 2009년 기네스 세계 기록에 가장 많이 검색된 인물로 등재되었다. "틴할리우드"가 발표한 "2000~2009년까지 지난 10년간 인터넷에서 가장 많이 검색된 인물"은 스피어스라고 발표하며 "금세기 최고의 인기 스타임을 증명했다"고 전했다. 또한 영국의 검색엔진 "애스크닷컴"의 2000년대 검색어 순위 중 5위권에서 가수로는 유일했다. 스피어스는 구글의 소셜 네크워크 구글플러스에서 가장 많은 팔로어를 보유한 인물이다. 구글플러스가 시작된지 두 달만에 10만 명이 넘는 팔로어를 기록했다. 그 해 11월에는 76만 명, 12월에는 최초로 100만 명을 넘어섰다.
한편, 미국의 가수 베보 노먼은 브리트니에 대한 노래로 "Britney"를 싱글로 발매하기도 했다. 미국의 보이 밴드인 버스티드 또한 스피어스의 대한 곡으로 "Britney"가 있었는데, 버스티드의 데뷔 앨범에 수록되어 있다. 또한 핑크의 노래 "Don't Let Me Get Me"에서 브리트니의 관한 언급을 했다. 미국의 그룹인 리차드 치즈는 브리트니 스피어스에 관해 "주목할 만한 레코딩 아티스트"라고 말하며 여러 분야에서 능한 다목적 "아티스트"라고 했다.
브리트니는 2001년에 돈이 없어 공부를 못하는 아이들을 도와주기위해 자신의 재산 50만 달러를 기부해 브리트니스피어스재단을 세웠다. 피플 메거진과 MTV가 발표한 기사에 따르면 2008년 10월 1일 뉴욕 브롱크스의 '존 필립 소사 미들 스쿨'에 방문해 음악 프로그램을 위해 1만달러를 기부했다고 한다. 2010년에는 2008 MTV 비디오 뮤직 어워드에서 입있던 드레스를 경매에 내놓아 수익금을 아이티에 기부했다. 2011년에는 미국 대통령 오바마와 영부인의 권유로 "약한 친구를 따돌리고 괴롭히는 행위는 사라져야만 한다"며 학교 폭력 방지 캠페인에 참여했다. 한편, 브리트니의 재산은 1억 달러가 넘는 것으로 알려져 있다.

## 기타 사업

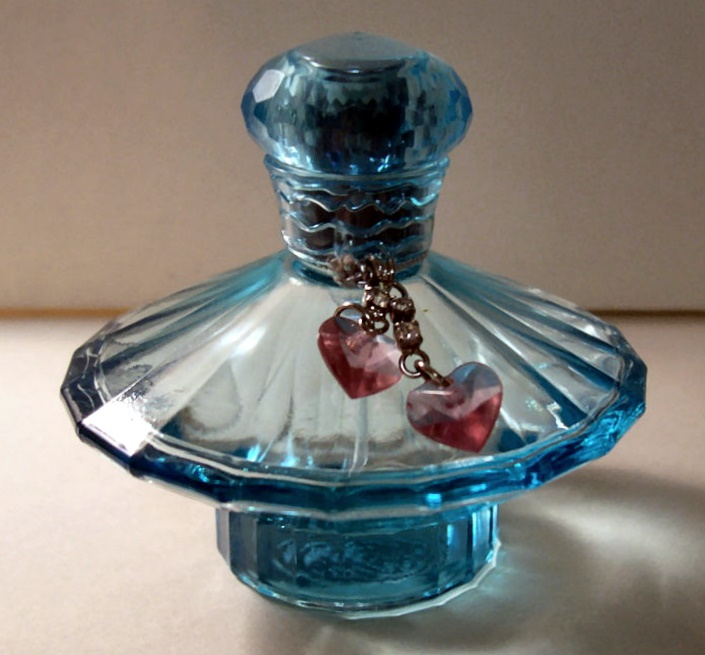
2004년 출시된 브리트니의 첫 향수 큐리어스의 모습.

브리트니 스피어스는 많은 광고 계약과 개인 사업을 시도했다. 스피어스는 도요타, 펩시, 삼성과 같은 여러 세계적인 기업의 광고 모델로 섰다. 광고 모델로써 가장 많이 벌어들인 광고는 펩시와의 광고로 계약료로 약 10만 달러를 받았다. 2002년 삼성과는 장기 스폰서 계약을 맺어 북미시장에 출시하는 단말기 3종을 홍보했고, 삼성은 스피어스의 전국 콘서트에도 후원사로 나섰다. 같은 해, 브리트니를 배경으로 한 게임 Britney's Dance Beat가 PC 게임으로 출시돼 차후 게임 보이 어드벤스, 플레이 스테이션2, X박스로도 출시될 예정이였지만, 무산되었다. 마지막으로, 스피어스는 자신의 이미지를 이용해 비슷하게 생긴 인형을 다양한 업체에서 생산하고 있다.
2002년 6월 27일, 스피어스는 뉴욕에 첫 레스토랑 나일라(Nyla)를 열었고, 레스토랑에서는 이탈리아 지방의 요리와 자신의 고향 루이지애나 지역의 음식들을 선보였다. 하지만, 11월 브리트니의 사적 문제로 1년도 채 지나지 않아 문을 닫았다. 사적 문제 이외에 수익성 부족으로 문을 닫았다는 의견도 있다. 한편, 브리트니는 도자기 인형을 모으는 취미가 있다고 밝혔다. 또한 78주 동안 잡지 모델로 175번이나 서 총 3380억원을 벌어들여 다른 스타들보다도 약 33%나 더 높았다.
2004년, 브리트니는 엘리자베스 아덴과 자신의 이름을 건 향수 브랜드를 론칭하는 계약을 했다. 이유는 2004년 10월 인터뷰 중 브리트니가 가족들을 위해 다른 직업도 있어야 한다고 생각했기 때문이었다고 한다. 브리트니의 첫 향수는 큐리어스 (Curious)로 2004년 9월 9일 출시했다. 큐리어스는 2005년 새 향수 제품 출시를 앞두고 있음에도 불구하고, 세계적인 인기를 얻어 적어도 100만 달러 이상의 수익을 남겼다. 이후 향수사업은 출시된 지 5주만에 수익 1억 달러를 넘어섰고 한 해 동안 가장 성공한 향수로도 기록되었다. 또한 큐리어스는 지난 10년간 출시된 향수 판매량 중 5위권 안에도 해당하는 수치였다. 큐리어스의 성공에 힘입어 2005년 9월 15일 두 번째 향수 판타지를 출시했다. 이어 후속으로 인컨트롤, 미드나잇 판타지를 출시하여 20억 달러 이상의 수익을 올렸으며, 다섯 번째 향수 빌리브까지 나와 전 세계적으로 총 1000만병 이상을 판매하며 역사상 향수로 가장 많은 돈을 벌어들인 향수 셀러브리티라는 자리에 올라선다. 브리트니는 2009년부터 미국 패션 브랜드 캔디스의 전속 모델로 활동했다. 2010년 7월 스피어스는 자신의 이름을 건 패션 라인의 제안을 받고 캔디스의 브랜드를 통해 한정판 의류 라인을 개설했다. 같은 해, 아이폰과 아이팟 터치에 "It's Britney!"라는 제목의 애플리케이션으로 출시되었다.

## 음반 목록
- ...Baby One More Time (1999)
- Oops!... I did It Again (2000)
- Britney (2001)
- In the Zone (2003)
- Blackout (2007)
- Circus (2008)
- Femme Fatale (2011)
- Britney Jean (2013)
- Glory (2016)

## 출연 작품
| 연도 | 제목                     | 역할        | 비고                    |
| ---- | ------------------------ | ----------- | ----------------------- |
| 2000 | 사랑은 언제나 좋아       | 승무원      | 카메오 출연             |
| 2002 | 오스틴 파워 3 - 골드멤버 | 본인        | 카메오 출연             |
| 2002 | 크로스로드               | 루시 와그너 |                         |
| 2004 | 화씨 9/11                | 본인        | 카메오 출연 (자료 화면) |
| 2010 | 잭애스3D                 | 본인        | 카메오 출연 (삭제됨)    |
| 2021 | 브리트니 VS 스피어스     | 본인        | 다큐멘터리              |

## 콘서트 투어
투어
- ...Baby One More Time Tour (1999–2000)
- Oops!... I Did It Again World Tour (2000–2001)
- Dream Within a Dream Tour (2001–2002)
- The Onyx Hotel Tour (2004)
- The Circus Starring Britney Spears (2009)
- Femme Fatale Tour (2011)

레지던시 쇼
- Britney: Piece of Me (2013–15)

## 같이 보기
- 대중음악의 별명 목록
- 가장 많은 음반을 판 음악가 목록

## 참고 자료
- 린, 스피어스; Jeff Grubb, David Yu (2008). 《폭풍우 속을 뚫고(Through the Storm: A Real Story of Fame and Family in a Tabloid World)》. 토마스 닐슨. ISBN 978-1-59555-156-6.
- 마크, 휴즈 (2005). 《Buzzmarketing: get people to talk about your stuff》. 펭귄 그룹. ISBN 978-1-59184-092-3.
- James R., Blandford (2002). 《브리트니》. 뮤직 세일즈 그룹. ISBN 978-0-7119-9419-5.
- Fred, Bronson; Fred Bronson (2003). 《The Billboard book of number 1 hits》. 빌보드 북스. ISBN 978-0-8230-7677-2.